# 일왕면
일왕면(日旺面)은 수원군 시절인 1936년 일형면(日荊面)과 의왕면(儀旺面)을 합쳐서 만든 화성군의 면이었다. 폐지 당시 일왕면에는 상광교리·하광교리·조원리·송죽리·파장리·정자리·이목리·율전리·천천리·탑리·구운리·이리·삼리·고천리·왕곡리·오전리·학의리·내손리·청계리·포일리 등 21개 리가 있었다. 1963년 옛 일형면 지역이 수원시로, 의왕면 지역은 시흥군으로 넘어가면서 폐지되었다.

## 역사
- 1936년 10월 1일 : 일형면과 의왕면을 일왕면으로 합면하였다.
- 1949년 8월 14일 : 수원군의 읍면 지역을 화성군으로 개칭하여, 화성군 일왕면이 되었다.[1] 당시 화성군 일왕면에는 상광교리, 하광교리, 조원리, 송죽리, 파장리, 정자리, 이목리, 율전리, 천천리, 탑리, 구운리, 이리, 삼리, 고천리, 왕곡리, 오전리, 학의리, 내손리, 청계리, 포일리 등 총 21개 리가 있었다.
- 1963년 1월 1일 : 일왕면의 일부가 수원시로 편입되고, 일왕면은 의왕면으로 개칭하여 시흥군에 편입되었다.[2]

## 행정 구역
아래 표는 1949년과 현재의 행정 구역을 비교한 것이다.
| 1949년 8월 14일 | 1949년 8월 14일                                                                | 현재                 | 현재                                                                           | 행정구역 개편일                          |
| 일왕면          | 리                                                                             | 시·구                | 동                                                                             | 행정구역 개편일                          |
| --------------- | ------------------------------------------------------------------------------ | -------------------- | ------------------------------------------------------------------------------ | ---------------------------------------- |
| 일왕면          | 내손리·포일리·청계리·학의리·고천리·왕곡리·이리·삼리                            | 의왕시               | 내손동·포일동·청계동·학의동·고천동·왕곡동·이동·삼동                            | 1963년 1월 1일 (동 승격: 1989년 1월 1일) |
| 일왕면          | 상광교리·하광교리·조원리·송죽리·파장리·정자리·이목리·율전리·천천리·탑리·구운리 | 수원시 장안구·권선구 | 상광교동·하광교동·조원동·송죽동·파장동·정자동·이목동·율전동·천천동·탑동·구운동 | 1963년 1월 1일 (동 승격: 1963년 1월 1일) |